# Цареградський Семен Маркович
Семен Маркович Цареградський (1899, Катеринослав, Російська імперія — після 1956) — радянський вчений-правознавець, партійний працівник і працівник органів прокуратури. У 1920-х роках служив у Червоній Армії і працював на різних відповідальних посадах. На початку 1930-х років був директором Інститута червоної професури при ВУЦВК і Харківського інституту радянського будівництва і права. Потім кілька років працював в органах прокуратури СРСР.
Двічі виключався з ВКП (б). Влітку 1938 року «за контрреволюційну діяльність» був засуджений до восьми років перебування у ВТТ. Після звільнення почав працювати на заводі у Володимирській області. Однак у 1951 році він був заарештований і засланий до Красноярського краю. Після смерті Сталіна написав кілька листів адресованих керівникам вищих і центральних органів влади СРСР, які залишилися без відповіді. У 1956 році був реабілітований посмертно.

## Життєпис
Семен Цареградський народився в 1899 році в Катеринославі. Його батьком був єврей, який займався торгівлею. Семен здобув шкільну освіту, і до 1917 року вже сам займався викладанням. В молодості він захопився політикою, і вступив до Російської соціал-демократичної робітничої партії, де близько двох років перебував у фракції «меншовиків».
У 1920 році він вступив до лав Робітничо-селянської Червоної Армії, і в тому ж році був прийнятий в Російську Комуністичну партію (більшовиків). Спочатку Цареградський обіймав посаду комісара, а потім став слідчим у корпусному трибуналі. У 1928 році закінчив виш. Дослідник і. С. Ніколаєв вказував на те, що він закінчив Харківський інститут народного господарства, в той час, як Л. П. Вакатова писала про те, що Цареградський є випускником правового факультету Одеського інституту народного господарства. У той же період перейшов на партійну роботу, він став помічником Одеського окружного прокурора, а потім очолив Одеську партійну школу. У 1929 році він вступив до аспірантури Харківський інститут народного господарства, який наступного року був реорганізований у Харківський інститут радянського будівництва та права. У 1930 році в журналі «Вісник радянської юстиції» № 8/9 була опублікована стаття Цареградського «Эквивалентность в советском уголовном праве», яку і. С. Ніколаєв назвав його основною науковою працею.
У 1932 році Семен Цареградський був призначений на посаду директора Інституту червоної професури при ВУЦВК, який знаходився в Харкові. Очолюючи цей ВИШ, він прийняв на роботу ряд співробітників, в тому числі якихось Сарвана, Лейле і Трублаєвича, згодом всі троє були репресовані: перший — як «шпигун», а двоє останніх — як «троцькісти». Тоді ж він у співавторстві видав брошуру «Маркс і кримінальне право». Потім Цареградський був призначений директором Харківського інституту радянського будівництва і права. Низка джерел вказує на те, що призначення Цареградського директором цього вишу відбулося в 1933 році, при цьому сам він згадував, що його призначення відбулося наприкінці 1932 року. Заступником Цареградського з навчальної частини був призначений Сарван, який, пропрацювавши на цій посаді кілька місяців, був заарештований як «український націоналіст», в тому ж році за таким же звинуваченням був заарештований і Трублаєвич. Цареградський, своєю чергою, був звинувачений партколегією Харківської області у «притупленні пильності», йому було оголошено сувору догану з попередженням і в 1934 році він був переведений з посади директора вишу на посаду помічника прокурора Вінницької області. За даними І. С. Ніколаєва Цареградський був директором інституту менше одного року. У тому ж році через те, що сталося з Сарваном і Трублаєвичем він був виключений з партії, але незабаром зумів відновитися.
Потім він з дружиною переїхав до міста Ялти Кримської АРСР. Згідно з офіційними документами це сталося в 1935 році, при цьому сам Семен Маркович згадував, що переїзд відбувся на початку 1937 року. Причиною переїзду стала хвороба його дружини Ельзи Бредле (пом. 1939), Семен Маркович сподівався, що переїзд до Криму посприяє поліпшенню її здоров'я. Там він продовжив працювати в органах прокуратури, став слідчим з особливо важливих справ прокуратури Кримської АРСР.

### Репресії
15 листопада 1937 року Семен Маркович Цареградський був заарештований за «участь у контрреволюційній троцькістській організації та пропаганді українського націоналізму» за звинуваченням за статтями 5810 і 5811 КК РРФСР. Йому в провину ставилися низка епізодів його професійної діяльності в Харкові (звинувачувався в прийнятті на роботу осіб, які згодом були викриті в «шпигунстві» і «троцькізмі», з якими «був пов'язаний тісною дружбою», а також видання брошури «Маркс і кримінальне право», в якій нібито Цареградський «протягував троцькістські ідейки»), Вінниці (звинувачувався в участі в групі вінницьких троцькістів, які «відкрито виступали проти марксизму-ленінізму, Радянського уряду і партії») і Криму (звинувачувався у шкідницькій роботі на правовому фронті, змазуванні політичної сутності справ, які мали політичне значення"). На думку Л. П. Вакатової, саме звинувачення за діяльність в Криму і стало причиною для репресій. Вона припустила, що Цареградський «не проявив належної старанності в підтримці зусиль діяльності кримських енкаведешників у виконанні лімітів, спущених з Москви про репресування в Автономній Республіці 4000 осіб». У тому ж 1937 році він був повторно виключений з партії як «троцькіст», сам Цареградський дізнався про це лише в 1951 році.
Цареградський довго не визнавав свою провину в інкримінованих йому діяннях, але все ж в результаті він був зломлений слідчими та влітку 1938 року він визнав свою провину. 14 серпня 1938 року Особлива нарада при НКВС СРСР визнало його винним у проведенні контрреволюційної діяльності та засудила його до восьми років ув'язнення в виправно-трудовому таборі. У 1946 році, відбувши покарання, він оселився в Гороховці Володимирської області, де влаштувався товарознавцем на місцевому суднобудівному заводі, а з лютого 1951 року був плановиком у цеху № 1 цього ж підприємства. У 1950 році адміністрація заводу за запитом МГБ дала характеристику Цареградському, в якій описала його виключно з позитивного боку, а сам Семен Маркович сподівався, що ця характеристика допоможе зняти з нього судимість. Після звільнення знову одружився.
7 липня 1951 Цареградський був знову заарештований і поміщений в місцеву в'язницю МДБ. В обвинувальному висновку йому ставилися в провину ті ж дії, за які він був засуджений в 1938 році, і згідно з рішенням Особливої наради при МДБ СРСР від 20 жовтня 1951 року він був засланий під нагляд органів МДБ до Красноярського краю, а його нова дружина була виключена з ВКП(б). Станом на 1953 рік С. М. Цареградський жив у селі Талівка Великомуртинського району Красноярського краю.
Після смерті Сталіна Семен Маркович почав писати листи керівникам СРСР з проханнями звільнити його із заслання. У червні 1953 року він написав листа Лаврентію Берії, в якому говорив про те, що він невиліковно хворий, що не може працювати фізично, а іншої роботи в його селі немає. У підсумку цей лист було повернуто в управління МДБ Краснодарського краю. У квітні 1954 року він знову написав листа з проханням звільнити його із заслання на цей раз адресатом був Климент Ворошилов. У листопаді того ж року він написав листа до Прокуратури СРСР з проханням переглянути свою кримінальну справу і вирок. Також він писав аналогічні попереднім листи на ім'я Микити Хрущова і Романа Руденка. В результаті після XX з'їзду КПРС, на якому був розвінчаний культ особистості Сталіна, у березні 1956 року судова колегія у кримінальних справах Верховного Суду Української РСР скасувала обвинувальні вироки щодо Цареградського.
Подальша доля Семена Марковича невідома. У книзі «Національна юридична академія України 1920—1995. Історичний нарис» писалося про те, що Цареградський «загинув у тортурах», як і інший керівник Інституту, його наступник Сергій Канарський.